# Robert Spencer

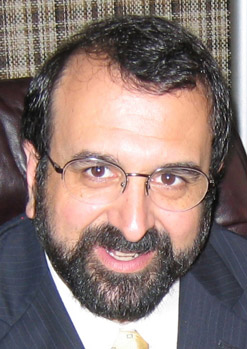
Robert Spencer

Robert Bruce Spencer (27 februari 1962) is een Amerikaanse publicist van islam-gerelateerde boeken, waaronder twee New York Times bestsellers, vooral bekend vanwege zijn besprekingen van het islamitisch terrorisme en de jihad. Van zijn boeken zijn geen Nederlandse vertalingen beschikbaar. In 2003 richtte hij, gesponsord door het David Horowitz Freedom Center, het weblog Jihad Watch op dat zich richt op "nieuws en commentaar inzake de internationale Jihad". In juni 2013 werd Robert Spencer – samen met Pamela Geller – de toegang tot het Verenigd Koninkrijk voor een periode van drie tot vijf jaar ontzegd, toen hij uitgenodigd was om te spreken op een manifestatie van de English Defence League, omdat zijn volgens de Britse autoriteiten extremistische activiteiten een gevaar voor de openbare orde en veiligheid zouden vormen.

## Achtergrond
Robert Spencer komt uit een van origine Melkitische Grieks-katholieke familie uit Turkije. Deze achtergrond stimuleerde al vroeg zijn interesse in religie. Zijn familie sprak uitsluitend positief over hun achtergrond waardoor hij, toen hij naar college ging, een studie theologie en geschiedenis begon waarin hij een MA heeft gehaald in godsdienstwetenschap aan de Universiteit van North Carolina te Chapel Hill met een master's thesis gewijd aan het katholicisme. Spencer gaf aan dat hij al van jongs af aan in de islam geïnteresseerd was en daarom sinds 1980 die godsdienst speciaal bestudeerd heeft. Hij heeft meer dan twintig jaar gewerkt voor think tanks en schreef b.v. in 2002-2003 een serie monografieën over de islam en jihad als adjunct fellow van de Free Congress Foundation.

## Boeken
- The Truth About Muhammad: Founder of the World's Most Intolerant Religion, Regnery Publishing 2006 (NYT Bestseller List[3])
- The Politically Incorrect Guide to Islam (And the Crusades), Regnery Publishing, 2005. ISBN 0-89526-013-1 (NYT Bestseller List[4])
- Islam Unveiled: Disturbing Questions About the World's Fastest Growing Faith (voorwoord door David Pryce-Jones), Encounter Books, 2002. ISBN 1-893554-58-9
- Inside Islam: A Guide for Catholics (met Daniel Ali), Ascension Press, 2003. ISBN 0-9659228-5-5
- Onward Muslim Soldiers: How Jihad Still Threatens America and the West, Regnery Publishing, 2003. ISBN 0-89526-100-6
- The Myth of Islamic Tolerance: How Islamic Law Treats Non-Muslims (redacteur), Prometheus Books, 2005. ISBN 1-59102-249-5
- Religion of Peace?: Why Christianity Is and Islam Isn't, Regnery Publishing, 2007. ISBN 1-59698-515-1
- Stealth Jihad: How Radical Islam is Subverting America without Guns or Bombs, Regnery Press October 2008, ISBN 978-1-59698-556-8.
- The Complete Infidels' Guide to the Koran, Regnery Press, September 2009, ISBN 978-1-59698-104-1
- Did Muhammad Exist?: An Inquiry Into Islam's Obscure Origins, ISI Books, Maart 2012. ISBN 978-1-61017-061-1